# Preben Bang Henriksen
Preben Bang Henriksen, né le 11 février 1954, est un homme politique danois, membre du parti Venstre. Il est député au Folketing depuis 2011.

## Biographie
Preben Bang Henriksen est diplômé en droit à l'université d'Aarhus en 1979. Il devient alors avocat, et assure également des cours à l'université d'Aalborg dans les années 1980 et 1990.
Engagé au sein du parti Venstre, il est élu député au Folketing lors des élections législatives de septembre 2011.
Il est réélu pour un second mandat lors des élections législatives de juin 2015.
Il remporte un troisième mandat lors des élections législatives de juin 2019. Il devient président de la commission judiciaire du Folketing après le scrutin, un poste qu'il quitte en février 2021,.
Il est réélu pour un quatrième mandat lors des élections législatives du 1er novembre 2022.